# 후나쓰촌 (효고현)
후나쓰촌(船津村)은 효고현 간자키군에 있던 촌이다. 현재의 히메지시 후나쓰정에 해당한다.